# Rubeosaurus

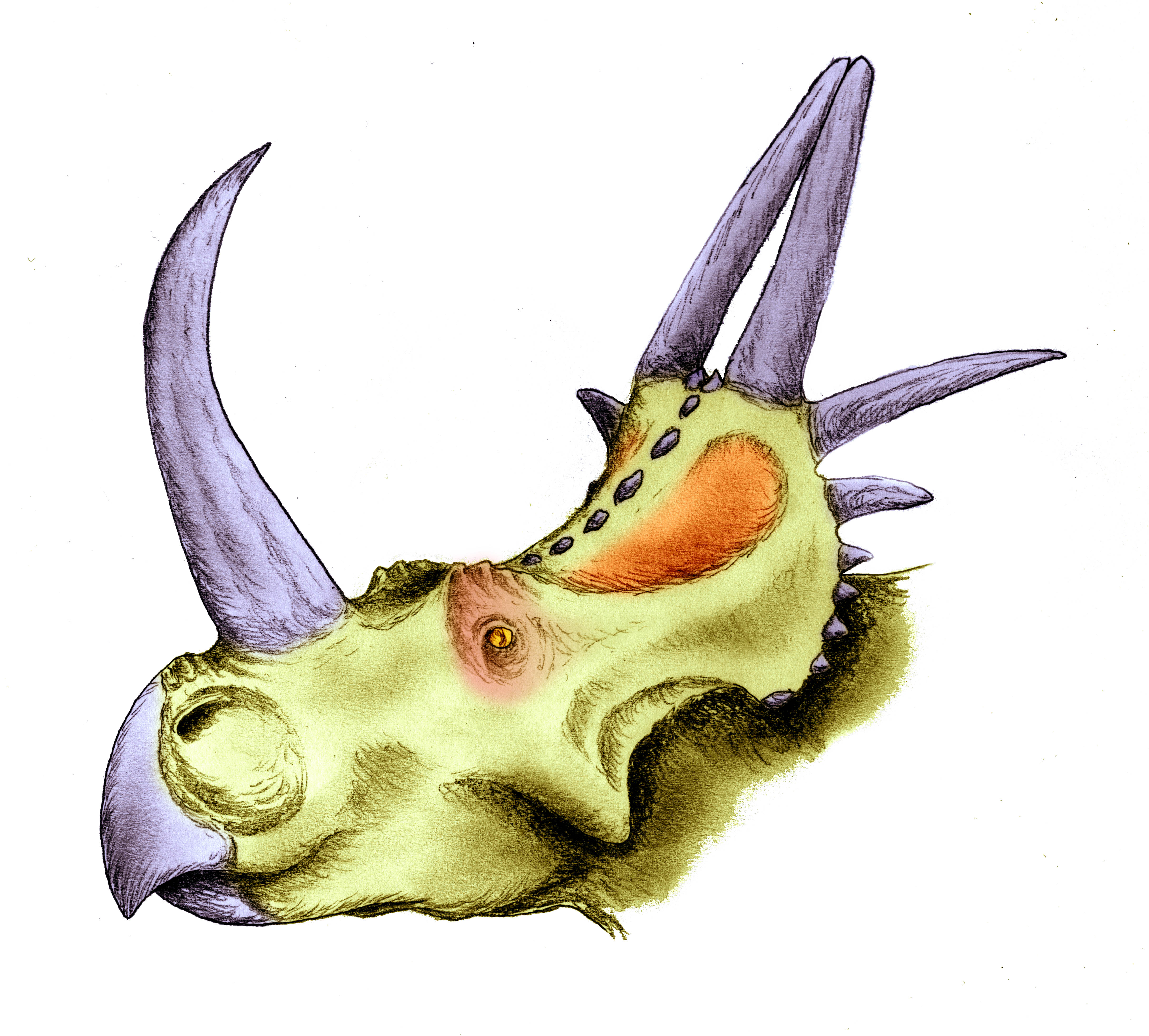
Rubeosaurus ovatus

Rubeosaurus ovatus is een plantenetende ornithischische dinosauriër, behorend tot de groep van de Ceratopia, die tijdens het late Krijt leefde in het gebied van het latere Noord-Amerika.

## Vondsten en naamgeving
In 1930 benoemde Charles Whitney Gilmore een nieuwe soort van het geslacht Styracosaurus: Styracosaurus ovatus, op grond van een fossiel, holotype USNM 11869, dat in 1928 door George Fryer Sternberg gevonden was bij de Milk River nabij de Landslide Butte in Glacier County, Montana, op het gebied van de Blackfoot. De aardlagen daar behoren tot de bovenste Two Medicine-formatie die stamt uit het Campanien en zijn 75 à 74 miljoen jaar oud. De vondst bestond uit een deel van het nekschild. De soortaanduiding betekent "ovaal" in het Latijn, een verwijzing naar de meer ovale opening in het nekschild. Sommige onderzoekers meenden dat het verschil met Styracosaurus albertensis te gering was om een onderscheid te rechtvaardigen, anderen, zoals Peter Dodson, dat de naam wegens de beperkte omvang van het fossiel een nomen dubium was. Jack Horner kwam echter al in de jaren tachtig tot de conclusie dat de soort een evolutionaire reeks vormde die via S. albertensis, S. ovatus en Einiosaurus naar Achelousaurus liep.

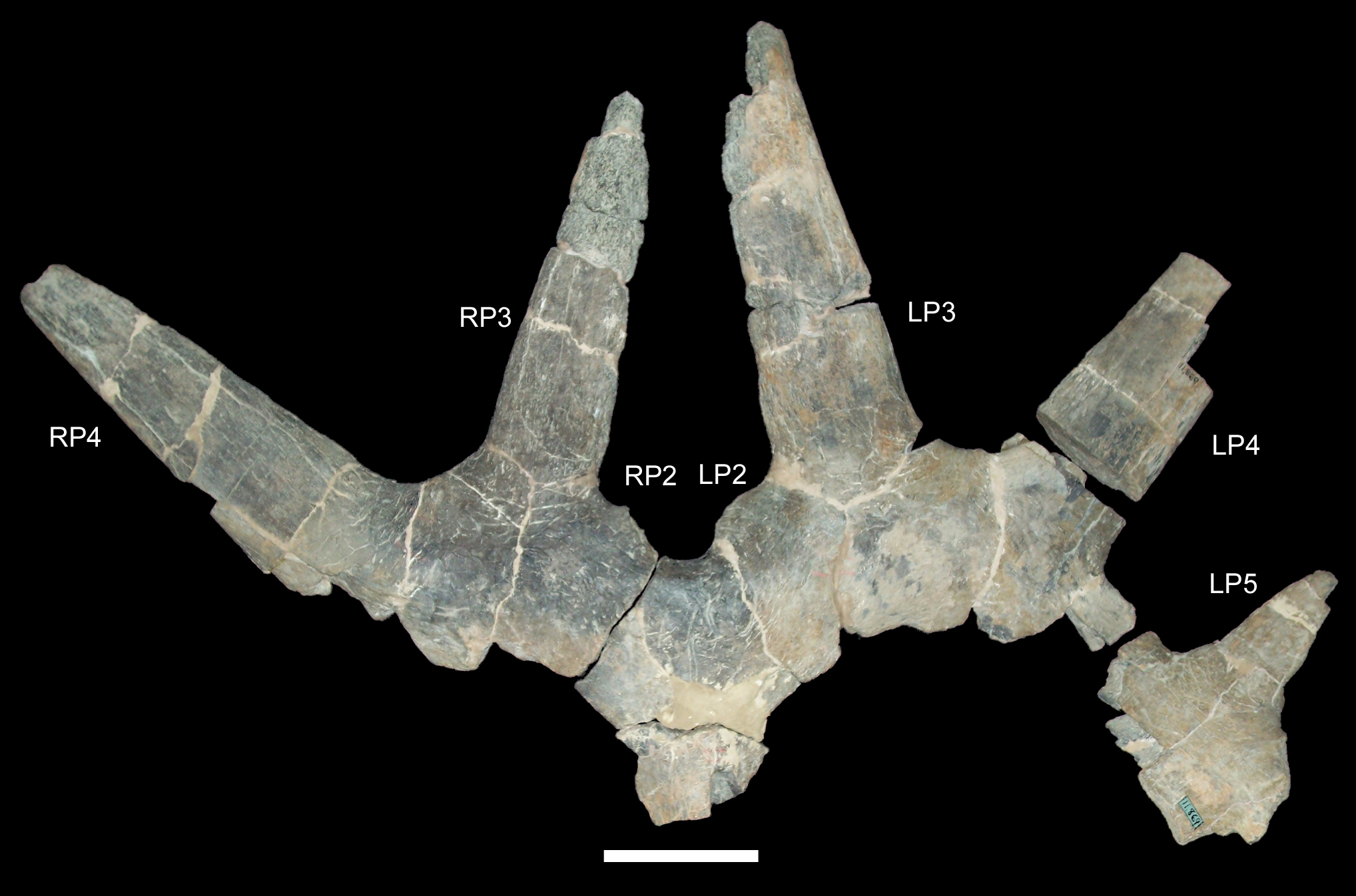
USNM 11869

In 2010 benoemden Horner en Andrew McDonald na de bestudering van nieuw fossiel materiaal dat ze aan de soort toewezen, het eind augustus 1986 in de Canyon Bone Bed gevonden specimen MOR 492, een gedeeltelijke schedel, als een apart geslacht: Rubeosaurus. De geslachtsnaam is een verwijzing naar het feit dat de schedel onder een braam, Rubus, gevonden is en dat de hoorns als de doorns van een braam uitsteken. Overigens dachten de naamgevers dat de naam van het plantengeslacht "Rubeus" was; de werkelijke naam zou tot een "Rubosaurus" geleid hebben.
In 2011 stelde McDonald dat een belangrijk deel van het materiaal dat eerder aan Brachyceratops montanensis Gilmore 1914 is toegeschreven in feite aan Rubeosaurus toebehoort en herhaalde zijn stelling uit 2010 dat Brachyceratops een nomen dubium is. Onder het "nieuwe" materiaal valt specimen USNM 14765, een onvolwassen dier. In dat geval zijn een belangrijker deel van de schedel en ook elementen van de rest van het skelet bekend. Mocht Brachyceratops echter geen nomen dubium geacht worden te zijn, zou de aangenomen identiteit leiden tot de conclusie dat Rubeosaurus daarvan een jonger synoniem is. De toewijzing van USNM 14765 is problematisch omdat de schildhoorns bij dit exemplaar zwaar beschadigd zijn en in de interpretatie van McDonald, die afwijkt van de oorspronkelijke door Gilmore, aan de linkerzijde anders georiënteerd zijn dan aan de meer beschadigde rechterzijde — die juist de kant is die als basis voor de toewijzing gebruikt wordt.
In 2017 concludeerde een studie dat MOR 492 bij nader inzien toch niet aan Rubeosaurus kon worden toegewezen. De benoeming van weer een nieuw geslacht werd aangekondigd. Er werd gesuggereerd dat men beter weer de oude naam Styracosaurus ovatus kon gaan gebruiken. Dit is natuurlijk afhankelijk van de vraag of S. ovatus een nomen dubium is of als zustersoort van Styracosaurus albertensis uitvalt. In 2019 stelde een studie dat Rubeosaurus een jonger synoniem was van Styracosaurus albertensis die een stuk variabeler bleek dan eerder gedacht. In 2020 stelde een studie dat S. ovatus een geldig taxon was maar een zustersoort van Styracosaurus albertensis zodat een apart geslachtsnaam Rubeosaurus overbodig zou zijn. Dit is een kwestie van persoonlijke voorkeur. Dezelfde studie benoemde MOR 492 als het aparte geslacht Stellasaurus.

## Beschrijving

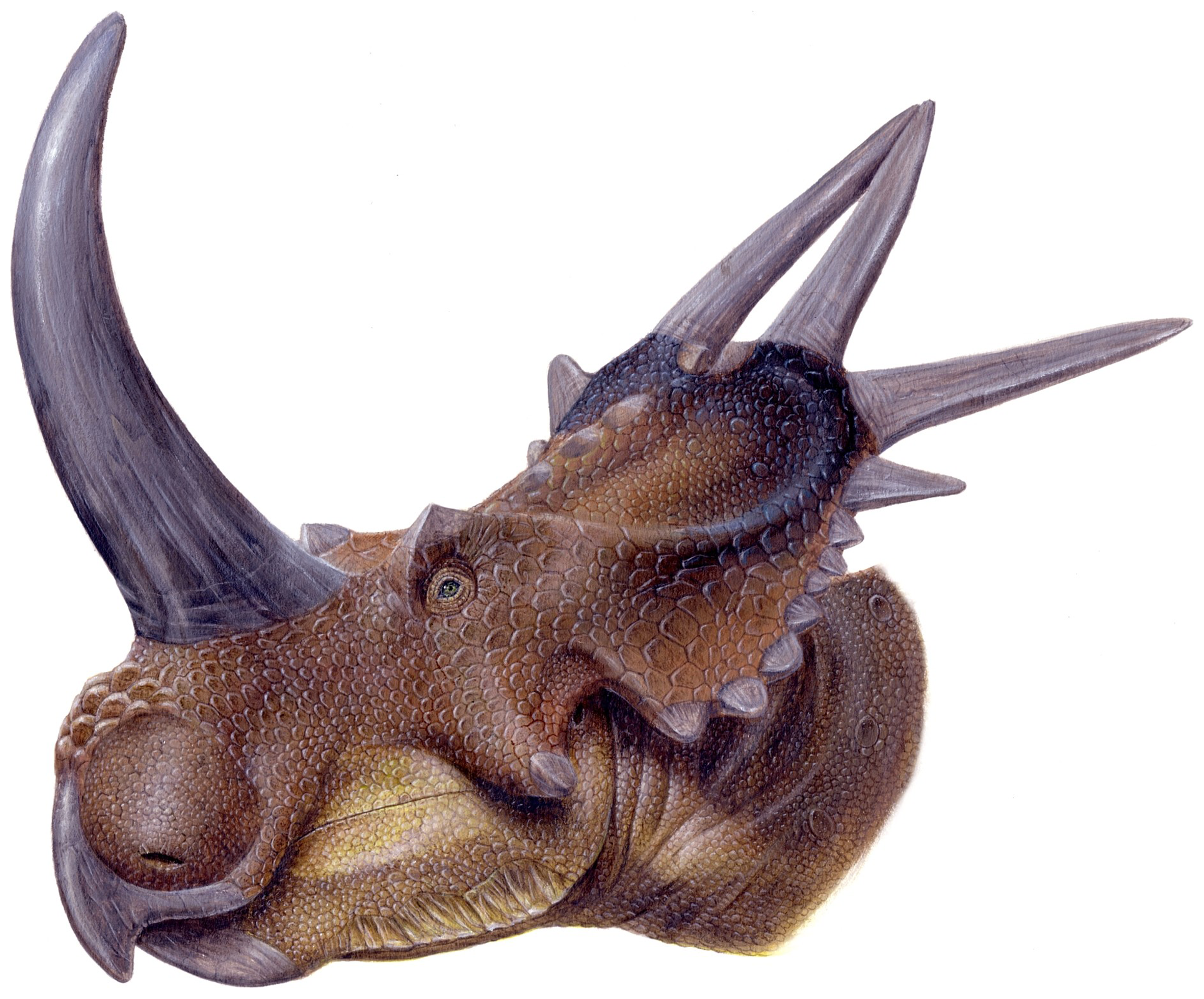
"Rubeosaurus" door Lukas Panzarin

Rubeosaurus is een middelgrote ceratopide. Gregory S. Paul schatte in 2010 de lichaamslengte op vijf meter, het gewicht op twee ton.
Rubeosaurus onderscheidt zich door schildhoorns, epoccipitalia, die minder lang zijn dan bij Styracosaurus: de langste, meer naar het midden geplaatst op de "P3"-positie — "P" staat voor "parietal process" daar de Latijnse naam voor het wandbeen het os parietale luidt — heeft bij het holotype een lengte van 295 millimeter. Ook is die meer naar binnen gericht, terwijl die van Styracosaurus naar buiten staat. Dit laatste kenmerk is de enige unieke afgeleide eigenschap, autapomorfie, die de beschrijvers in 2010 wisten vast te stellen. Het is ook mogelijk dat Rubeosaurus soms maar twee lange schildhoorns per zijde had tegenover Styracosaurus drie; de P5-epoccipitale wijkt namelijk af tussen het holotype waar hij lang is en MOR 492 die een niet verlengde driehoek toont. In 2011 suggereerde McDonald echter dat hij in 2010 MOR 492 fout geïnterpreteerd had en de lange P5 per abuis voor een P4 had aangezien. De schildhoorns zijn opmerkelijk recht.

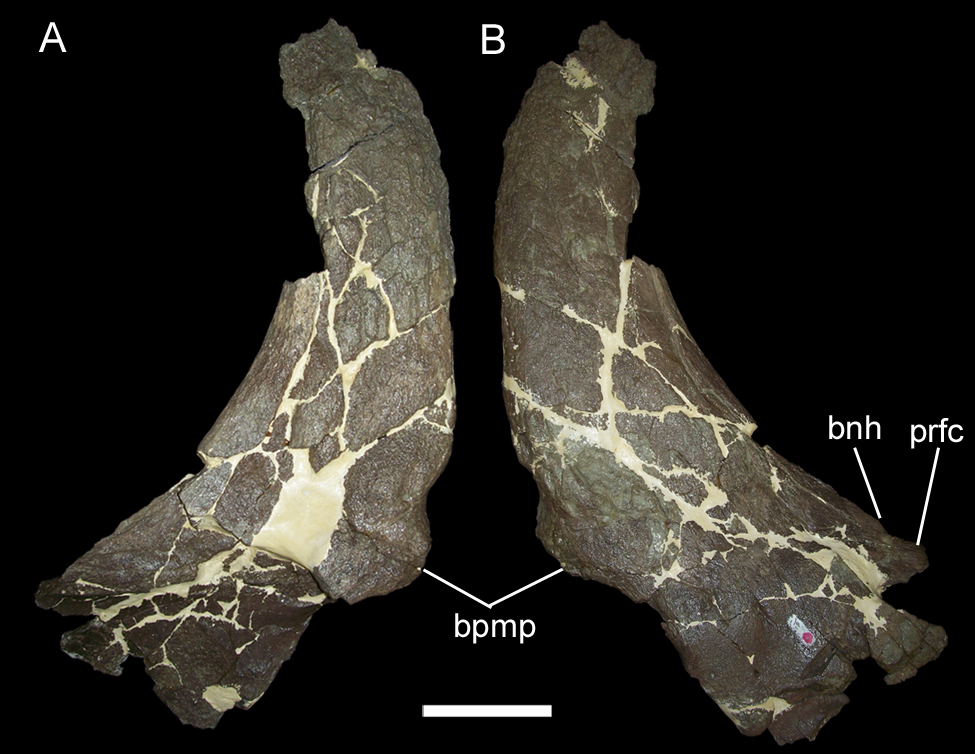
De neushoorn met verbonden neusbeenderen van MOR 492

Onder het nieuwe materiaal van MOR 492 bevindt zich een zeer lange neushoorn, de op een na langste die ooit bij een centrosaurine aangetroffen is — alleen die van AMNH 5351, het holotype van Monoclonius nasicornus is langer met zesenveertig centimeter — van negenendertig centimeter die zijdelings afgeplat is en onderaan erg recht is maar helemaal bovenaan sterk naar achteren buigt. Het oppervlak van de neushoorn toont vele foramina voor aderkanalen. Verder omvat MOR 492 de neusbeenderen, de linkerpraemaxilla, een linkerpostorbitale en een rechterwandbeen. De neusbeenderen zijn vergroeid. De wenkbrauwhoorns op het postorbitale hebben een hoogte van slechts vijftien millimeter en zijn sterk afgerond. Ze hebben een vlakke buitenzijde en een licht bolle binnenzijde. Bij MOR 492 is de langste schildhoorn, de P3, langer dan bij het holotype met een lengte van 327 millimeter. De tweede schildhoorn, de P4 heeft een lengte van 126 millimeter. Meer naar voren staan op de rand van het wandbeen bij MOR 492 drie kleinere driehoekige epoccipitalia, P5, P6 en P7 — of in de nieuwe interpretatie een P6, P7 en P8.

## Fylogenie
Rubeosaurus is door de auteurs binnen de Ceratopidae in de Centrosaurinae geplaatst. Binnen een kladistische analyse viel de soort uit als het zustertaxon van Einiosaurus. Volgens Horner was Rubeosaurus de directe voorouder van Einiosaurus.
In 2011 voerde McDonald een tweede analyse uit, waarbij ook de gegevens van de nieuwe exemplaren werden meegenomen. Het resultaat was dat Rubeosaurus uitviel als het zustertaxon van een klade bestaande uit Einiosaurus, Achelousaurus, en Pachyrhinosaurus. 